# Раджкесвур Пурріаг
Раджкесвур Пурріаг (англ. Rajkeswur Purryag; 12 грудня 1947, Вакоас-Фенікс — 21 червня 2025) — президент Маврикію з 21 липня 2012 року по 29 травня 2015 року.
Член Лейбористської партії, депутат Національної асамблеї Маврикію. В 1984—1986 роках був міністром охорони здоров'я, в 1995—1997 роках займав посаду міністра економічного планування, інформації та телекомунікацій, а в 1997—2000 роках — заступника прем'єр-міністра, міністра закордонних справ та міжнародної торгівлі. В 2005—2012 роках —спікер Національної асамблеї Маврикію.